# Ho una moglie pazza, pazza, pazza
Ho una moglie pazza, pazza, pazza (Relaxe-toi chérie) è un film del 1964 diretto da Jean Boyer.

## Trama
Hélène e François sono una coppia felice da dodici anni. La donna ha scoperto le bellezze della psicoanalisi nelle vesti dell'attraente David Kouglow. Convintasi che l'eccellente salute e la fedeltà del marito nascondano tragedie orribili, decide di farsi aiutare da tre sue amiche in modo che il marito possa adempiere al necessario "transfert", ovvero a una evasione erotica extraconiugale. Ma François scopre la verità; organizza così una serata speciale dove, dopo la riconciliazione coniugale, il medico vedrà a casa un altro complesso: quello di Filemone e Bauci, lasciando intendere alcuni piccoli drammi familiari in prospettiva.

## Critica
(Leo Pestelli su La Stampa del 18 dicembre 1964)